# IC 4544
IC 4544 је ознака објекта на координатама са ректансцензијом 15h 29m 25,0s и деклинацијом - 50° 34" 48'. Открио га је Вилијамина Патон Стивенс Флеминг, 1893. године. Каснијим посматрањима на том положају није уочен никакав астрономски објекат.